# Ana Krulj
Ana Krulj (serbisch-kyrillisch Ана Круљ; * 25. Januar 2001) ist eine serbische Volleyballspielerin.

## Karriere
Krulj spielte von 2020 bis 2024 beim serbischen Erstligisten OK Partizan Belgrad. 2024 wurde die Diagonalangreiferin vom deutschen Bundesligisten Schwarz-Weiss Erfurt verpflichtet.